# Fulgensia subbracteata
Fulgensia subbracteata är en lavart som först beskrevs av William Nylander och fick sitt nu gällande namn av Josef Poelt. 
Fulgensia subbracteata ingår i släktet Fulgensia och familjen Teloschistaceae.   Inga underarter finns listade i Catalogue of Life.